# Вулиця Филона Джалалія
Ву́лиця Филона Джалалія — вулиця в Черкасах.

## Розташування
Починається від провулку Комунального і простягається на південний схід до вулиці Гуржіївської.

## Опис
Вулиця вузька, на початку до вулиці Максима Залізняка не асфальтована. На ділянці між провулками Євгена Чикаленка та Заводським вулиця обривається.

## Походження назви
Вулиця була утворена на початку 1960-их років, до 2022 року носила назву на честь Муси Джаліля, татарського письменника.
22 грудня 2022 року перейменована на честь одного з видатних полководців Хмельниччини Филона Джалалія.

## Будівлі
По вулиці розташовані житлові будинки лише приватного типу. Від вулиці Громова ліворуч розташовані лише багатоповерхівки, але вони мають нумерацію по проспекту Хіміків, який проходить паралельно вулиці.